# Oreste Cinquini
Oreste Cinquini (Viareggio, 16 ottobre 1947) è un dirigente sportivo ed ex calciatore italiano.

## Carriera
Da giovane fu un calciatore di squadre dilettantistiche toscane, fra le quali il Forte dei Marmi.
La sua carriera da dirigente nel mondo del calcio inizia nella stagione 1994/95 alla Fiorentina, che l'anno seguente vinse la sua quinta Coppa Italia e dove trascorre in tutto quattro stagioni in Serie A. Dalla stagione 1998/99 passa al Bologna, dove rimane per tre stagioni lavorando a stretto contatto con i mister Carlo Mazzone, Sergio Buso e Francesco Guidolin. Nel 2002 passa per due stagioni alla Lazio, che vinse la Coppa Italia nel 2004 sotto la guida di Roberto Mancini. Successivamente è dirigente per una stagione (2004/2005) all'Udinese e per quella successiva al Parma. Nel giugno 2006, dopo mesi di corteggiamento, il presidente del Cagliari Massimo Cellino riesce a portarlo in Sardegna e gli affida il ruolo di direttore generale. La sua avventura in terra sarda dura però ben poco, Cellino infatti è deciso a gestire il calcio mercato in prima persona e Cinquini, pur intavolando diverse trattative, è sottoposto alle decisioni del Presidente, che, dopo un avvio di campionato non positivo lo esonera.
Nel giugno 2007 alcune voci lo vedono vicino a prendere il posto di Bettega alla Juventus
Dopo una stagione di inattività, nella quale però come osservatore esterno dà una mano allo Spezia sull'orlo del fallimento, il 18 luglio 2008 firma con il Pisa in qualità di responsabile dell'area tecnica, società nella quale ritrova un amico di vecchia data (come da lui affermato) Gian Piero Ventura. Per lui si tratta della prima volta come dirigente di una squadra di Serie B. Il 24 gennaio 2009 dopo l'ennesima sconfitta patita con il Grosseto per 4-1 viene licenziato dalla società neroazzurra.
 Tuttavia, il presidente Pomponi, si rimangerà presto la parola: Oreste Cinquini viene reintegrato in organico e, nel mercato invernale (gennaio 2009) realizza tre acquisti: il difensore Leonardo Bonucci (dall'Inter, via Treviso), il centrocampista Emanuele D'Anna (dal Chievo) e l'attaccante Mirko Antenucci (dal Catania). Gli interventi sul mercato non saranno comunque sufficienti al club toscano per trovare la salvezza nel campionato cadetto.
Il 21 giugno 2011 viene nominato dirigente dell'Venezia, squadra militante nel campionato di Serie D.
Il 20 luglio 2012 lascia il ruolo, per seguire Fabio Capello in Russia.

## Squadre
- Serie C2 1988-1994: Viareggio Calcio
- Serie A 1994-1998: Fiorentina
- Serie A 1998-2002: Bologna
- Serie A 2002-2004: Lazio
- Serie A 2004-2005: Udinese
- Serie A 2005-2006: Parma
- Serie A 2006-2007: Cagliari
- Serie B 2008-2009: Pisa
- Serie D 2011-2012: Venezia